# Dionisio Scitobrachione

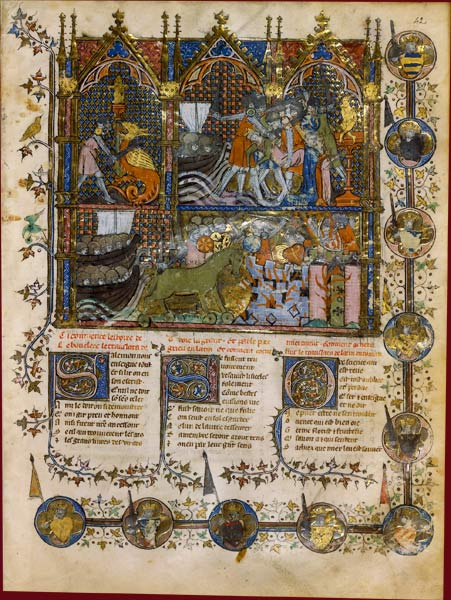
Miniatura dal "Romanzo di Troia": Giasone e il drago, il rapimento di Elena e l'incendio di Troia (1330 circa; BnF). Queste rielaborazioni medievali del mito sono tarde propaggini, attraverso intermediari, del romanzesco introdotto da autori come Dionisio

Dionisio Scitobrachione (in greco antico: Διονύσιος Σκυτοβραχἱων?, Dionysios Skytobrakìon; Mitilene, fine III secolo a.C. – Alessandria d'Egitto, prima del 200 a.C.) è stato uno scrittore greco antico.

## Biografia
Le poche testimonianze su Dionisio rivelano che si trattava di un erudito di Mitilene, probabilmente un grammatico, soprannominato "Σκυτοβραχἱων" ("braccio di cuoio") per ignoti motivi.
Dionisio, che un tempo si riteneva vissuto nel II secolo a.C., visse in realtà un secolo prima, come comprovato dal fatto che un papiro con un frammento delle sue opere risale al 200 a.C. circa; dunque il papiro, per essere scartato tra i rifiuti in cui è stato trovato, dovette essere redatto almeno cent'anni prima.
Altre notizie sono assai scarse: si sa che sarebbe stato maestro, ad Alessandria, di diversi grammatici anche romani, tra i quali Marco Antonio Gnifone.

## Opere
Delle opere di Dionisio, che, secondo le fonti, furono numerose, ci restano solo 14 frammenti.
Dai frammenti risulta che avesse scritto opere di tipo mitologico-romanzesco, quali I fatti di Dioniso (o La spedizione di Dioniso ed Atena), Amazonikà - queste due prime legate ai miti libici di Ammone e delle Amazzoni -, Troikà (in almeno III libri) e Argonautiche (in almeno VI libri).
Da quest'ultima opera si ritiene che Diodoro Siculo abbia sostanzialmente tratto la sua narrazione del mito degli Argonauti (Biblioteca storica IV, 40-55), mentre altre citazioni si rinvengono in più scolii ad Apollonio Rodio.
Caratteristica di Dionisio, a parte la tipica erudizione alessandrina, era il romanzesco, per cui gli elementi favolosi venivano da lui ridotti al "meraviglioso": predominavano le varianti avventurose e romanzesche dei miti, con contorsioni e razionalizzazioni (ispirate ad Evemero) del racconto, che avrebbero avuto vasta diffusione in età imperiale, con autori come Tolomeo Efestione, che di Dionisio può essere considerato un epigono.